# 브랜든 드 와일드

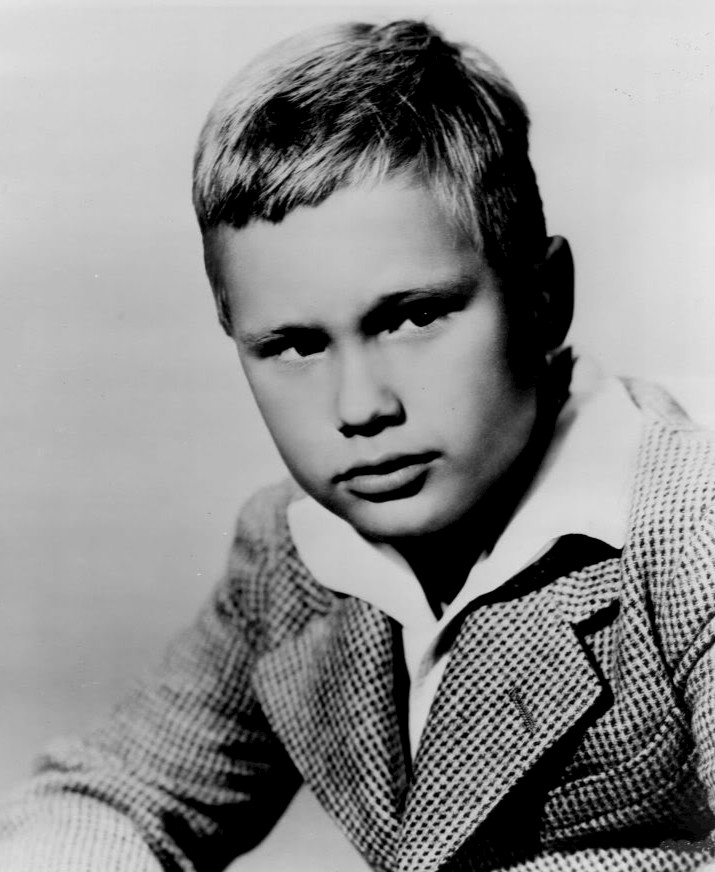

브랜든 더윌더(영어: Brandon deWilde, 1942년 4월 9일 ~ 1972년 7월 6일)는 미국의 연극/영화 배우이다.
브루클린에서 태어났으며 덴버에서 교통사고로 인해 사망하였다. 시신은 뉴욕주에 매장되었다.

## 영화
- 환각특급 (1967년)
- 도즈 캘로웨이스 (1965년)
- 인 함스 웨이 (1965년)
- 허드 (1963년)
- 올 폴 다운 (1962년)
- 내 모든 것을 다 주어도 (1957년)
- 디즈니랜드 (1954년) - 짐 테비스 역
- 클라이막스! (1954년)
- 셰인 (1953년) - 조이 스타렛 역
- 결혼 멤버 (1952년)